# Morenito de Arlés
Rachid Ouramdane (Arlés, Bocas del Ródano;1 de enero de 1977), más conocido como Morenito de Arlés, es un torero francés y actualmente banderillero en la cuadrilla de Emilio de Justo.

## Presentación y carrera
Su primera novillada sin picadores tiene lugar en Redessan el 13 de abril de 1993. El 6 de septiembre de 1996, participa en su primera novillada picada en Arlés en compañía del mexicano Arturo Velázquez “Talin”, Luis Mariscal y la rejoneadora Patricia Pellen, frente a novillos de la ganadería San Martín. Su carrera como novillero es bastante prometedora. De 1997 a 1999 cortó varias orejas. El 25 de junio de 2000 hace su presentación como novillero en Las Ventas junto con José Luis Barrero y Luis Alfonso Oliveira frente a los novillos de las ganaderías de El Álamo y La Cardenilla.
Pero su carrera no despegó, después de su alternativa que tomó el 10 de septiembre de 2000, teniendo de padrino a Juan José Padilla, y como testigo a Antonio Losada, frente a Granjero, toro de la ganadería de Javier Pérez Tabernero.
Tras una última actuación en Saint-Gilles el 16 de octubre de 2005, decidió convertirse en banderillero en la cuadrilla de Juan José Padilla, su padrino alternativa.
También forma parte del grupo de profesores de la Escuela Taurina de Arlés.